# Friedrich Wilhelm Conrad Zachariä
Pour les articles homonymes, voir Zachariä.
Friedrich Wilhelm Conrad Zachariä (né le 28 février 1798 à Hoym et mort le 28 octobre 1869 à Bernbourg) est un fonctionnaire du duché d'Anhalt-Bernbourg et un homme politique.

## Biographie
Zachariä étudié le droit aux universités de Halle, Göttingen et Iéna de 1816 à 1819. En 1819, il commence sa carrière dans la fonction publique au tribunal de la ville de Bernbourg, en 1831, il passe à la chambre ducale et est nommé au conseil de chambre en 1834, puis membre de la commission de guerre et directeur du bureau de la fonderie de fer.
Du 18 mai 1848 au 29 mai 1849, il représente le duché d'Anhalt-Bernbourg en tant que membre du Parlement de Francfort, où il fait partie de la Fraction Casino. Après la fin du Parlement de Francfort, il participe au post-parlement de Gotha en juin 1849.